# Diego Díaz Colodrero
Diego Nicolás Díaz Colodrero (Goya, 16 de septiembre de 1914 - íd., 26 de abril de 1983) fue un abogado y político argentino que ejerció como gobernador de la Provincia de Corrientes.

## Biografía
Cursó sus estudios secundarios en Santa Fe y se recibió de abogado en La Plata. Ejerció como abogado en su juventud, y brevemente como juez provincial.
En el año 1960 formó parte de la Convención Constituyente de su provincia, habiendo sido elegido como candidato del Partido Liberal. En junio del año siguiente fue uno de los fundadores del Pacto Autonomista Liberal.
En las elecciones legislativas del año 1962 fue elegido diputado nacional, pero las mismas fueron anuladas poco antes del Golpe de Estado de febrero de ese año, por el cual fue derrocado el presidente Arturo Frondizi y depuesto el gobernador Fernando Piragine Niveyro.
Fue el candidato del PAL en las elecciones del 7 de julio de 1963, y resultó elegido gobernador por el colegio electoral; estaba acompañado por Salvador Di Tomasso, del Partido Autonomista, como vicegobernador.
Fue uno de los impulsores del Puente General Belgrano.
Durante su mandato, el clima y cierto apoyo por parte del gobierno favorecieron la producción ganadera e industrial, de modo que la situación financiera de la provincia mejoró por el aumento de las recaudaciones; además se creó el Instituto Provincial del Tabaco, como mercado regulador de la producción tabacalera regional.
Su gobierno dio fuerte impulso a la construcción de caminos y rutas pavimentadas, y se pavimentaron calles en gran cantidad de ciudades y pueblos; se construyó un importante número de viviendas populares. Se construyeron aeropuertos en las ciudades de Goya, Curuzú Cuatiá, Paso de los Libres y Mercedes.
Fue depuesto por la llamada Revolución Argentina; durante los años siguientes fue un dirigente importante del Partido Liberal. Al momento de su fallecimiento, en abril de 1983, era el vicepresidente de ese partido.